# Sweetheart of the Rodeo
| 전문가 평가                   | 전문가 평가 |
| 평가 점수                     | 평가 점수   |
| 출처                          | 점수        |
| ----------------------------- | ----------- |
| AllMusic                      | [ 2 ]       |
| Blender                       | [ 3 ]       |
| Encyclopedia of Popular Music | [ 4 ]       |
| Pitchfork                     | 9.7/10      |
| Rolling Stone                 | (mixed)     |
| Stylus                        | A−          |
| Uncut                         | [ 8 ]       |

《Sweetheart of the Rodeo》는 미국의 록 밴드 버즈의 여섯 번째 음반으로, 1968년 8월 30일, 컬럼비아 레코드에서 발매되었다. 컨트리 록의 선구자 그램 파슨스의 가세로 녹음된 이 음반은 컨트리 록으로 널리 인정받은 첫 번째 메이저 음반이 되었고 밴드의 이전 음반인 《The Notorious Byrd Brothers》의 사이키델릭 록에서 벗어난 스타일적인 움직임을 나타냈다. 버즈는 그들의 이전 네 장의 음반에서 컨트리 음악을 가끔 실험했지만, 《Sweetheart of the Rodeo》는 그 시점까지 이 장르에 완전히 몰입하는 모습을 보여주었다. 이 음반은 또한 음반의 녹음에 앞서 1968년 2월, 버즈로 합류한 파슨스를 처음으로 주류 록 관객들의 관심을 받게 하는 역할을 했다. 따라서, 이 음반은 젊은 청중들에게 컨트리 음악을 유행시키기 위한 파슨스의 개인적이고 음악적인 십자군 운동의 중요한 장이다.
이 음반은 처음에 컨트리 음악, 재즈, 리듬 앤 블루스 등의 장르를 포함하는 20세기 미국 대중음악의 음악사로 구상되었다. 그러나 버즈에 합류한 지 얼마 되지 않은 잘 알려지지 않은 파슨스의 열정에 이끌려, 이 제안된 개념은 일찌감치 버려졌고 대신 이 음반은 순전히 컨트리 음반이 되었다. 이 음반의 녹음은 내슈빌과 로스앤젤레스에서 세션으로 나뉘었고, 로이드 그린, 존 하트포드, 제이디 매네스, 클래런스 화이트를 포함한 몇몇 저명한 세션 음악가들의 기여가 있었다. 파슨스와 나머지 밴드, 기타리스트 로저 맥귄 사이에 긴장이 고조되었는데, 부분적으로 법적 문제로 인해 파슨스의 보컬 일부가 재녹음되었고, 8월에 음반이 발매될 때 파슨스는 밴드를 떠났다. 컨트리 음악을 향한 버즈의 움직임은 컨트리 음악을 전복시키려는 긴 머리 히피들의 집단으로 버즈를 본 내슈빌 컨트리 음악계의 엄청난 저항과 적개심을 불러일으켰다.
발매와 동시에, 이 음반은 빌보드 200 차트에서 77위에 올랐지만, 영국에서 차트에는 오르지 못했다. 1968년에는 〈You Ain't Goin' Nowhere〉와 〈I Am a Pilgrim〉이 발매되었는데, 이 곡은 차트 작성에 실패했다. 이 음반은 음악 매체에서 대부분 긍정적인 평가를 받았으나, 밴드는 사이키델릭 음악에서 벗어나면서 대중적 관객들을 많이 소외시켰다. 첫 번째 발매 이후 현재까지 버즈의 음반 중 상업적으로 가장 덜 성공한 음반임에도 불구하고, 《Sweetheart of the Rodeo》는 오늘날 매우 영향력 있는 컨트리 록 음반으로 여겨진다.

## 배경
로저 맥귄이 《Sweetheart of the Rodeo》가 될 음반의 초기 컨셉은 버즈의 이전 음반인 《The Notorious Byrd Brothers》의 장르적 접근 방식을 확장하여 미국 대중음악의 역사에 대한 더블 음반 개요를 녹음하는 것이었다. 계획된 음반은 블루그래스와 애팔래치아 음악으로 시작하여 컨트리 음악, 재즈, 리듬 앤 블루스, 록 음악을 거쳐 모그 신시사이저를 특징으로 하는 미래형 프로토 일렉트로니카로 정점을 찍을 것이다.
그러나 《The Notorious Byrd Brothers》를 홍보하기 위한 미국 대학 투어가 다가옴에 따라, 더 즉각적인 우려는 새로운 밴드 멤버의 영입이었다. 1967년 말에 데이비드 크로스비와 마이클 클라크는 밴드에서 해임되었고, 맥귄이 버즈의 실질적인 리더로 남게 되었다. 이 문제를 해결하기 위해 맥귄은 크리스 힐먼의 사촌인 케빈 켈리를 밴드의 새로운 드러머로 기용했고, 1968년 초 대학 투어에 나선 것은 맥귄이 기타를, 힐먼이 베이스로 기용한 이 3인조 라인업이었다. 그러나 곧 버즈가 3인조로 스튜디오 자료를 라이브로 공연하는 데 어려움을 겪고 있다는 것이 명백해졌고, 그래서 네 번째 멤버가 필요하다는 결정이 내려졌다. 맥귄은 자신이 구상하고 있는 미국 음악 콘셉트 음반을 주시하며 재즈 배경의 피아니스트가 이 그룹에 이상적이라고 느꼈다.
이 밴드의 사업 매니저인 래리 스펙터는 21살의 그램 파슨스를 닮은 후보자를 발견했다. 로스앤젤레스 음악계의 한계 인물인 파슨스는 1967년부터 힐먼과 알고 지냈고 그는 1968년 2월, 피아노 연주자로 밴드에 오디션을 봤다. 그의 가짜 재즈 피아노 연주와 오디션에서의 상냥한 성격은 맥귄과 힐먼 모두에게 깊은 인상을 주기에 충분했다. 파슨스와 켈리가 버즈의 정식 멤버로 숙고되었어도 둘 다 맥귄과 힐먼으로부터 월급을 받았고 1968년 2월 29일, 버즈의 음반 계약이 갱신되었을 때 컬럼비아 레코드와 계약을 맺지 않았다.
맥귄이나 힐먼에게 알려지지 않은 파슨스는 전통적인 컨트리 음악에 대한 자신의 사랑과 록에 대한 청소년 문화의 열정을 결합할 계획을 세웠다. 그는 이미 잘 알려지지 않은 인터내셔널 서브마린 밴드의 일원으로서 《Safe at Home》이라는 음반에 이 퓨전을 성공적으로 시도했지만, 파슨스의 새로운 버즈 지위는 그에게 그의 세대를 위한 컨트리 음악을 되찾기 위한 그의 시도를 시작할 수 있는 국제 무대를 제공했다.
그의 영입에 이어, 파슨스는 힐먼을 맥귄의 제안된 콘셉트 음반 아이디어에서 벗어나 파슨스가 나중에 "우주 미국 음악"이라고 부를 혼합으로 이끌기 시작했다. 본질적으로, 이것은 다양한 루츠 음악 형태의 혼합체였으며, 주로 홍키통크 컨트리 음악을 지향했지만 미국 포크, 솔, 리듬 앤 블루스, 로큰롤, 컨템포러리 록을 포함하기도 했다. 블루그래스에 뿌리를 둔 음악적 배경에서 온 힐먼은 1965년 음반 《Turn! Turn! Turn!》에 수록된 〈Satisfied Mind〉를 시작으로 과거 버즈 가족을 설득하는 데 성공했다. 《Younger Than Yesterday》 음반과 《The Notorious Byrd Brothers》 음반에 수록된 힐만의 많은 곡들 또한 그들에게 뚜렷한 컨트리 느낌을 주었고, 몇몇 곡들은 맥귄이 아닌 클래런스 화이트(유명한 블루그래스 기타 연주자이자 세션 음악가)가 리드 기타에 참여했다. 파슨스와 함께 오래된 컨트리 노래를 부르는데 시간을 보내는 동안, 힐먼은 파슨스의 컨트리 지향 버전의 버즈라는 개념이 효과가 있을 수 있다고 확신하게 되었다.
컨트리 록 비전에 대한 파슨스의 열정은 너무나 전염성이 강해서 맥귄이 버즈의 다음 음반에 대한 계획을 포기하고 컨트리 록 음반을 녹음하는 파슨스의 선례를 따르도록 설득하기까지 했다. 파슨스는 또한 밥 딜런이 그의 《Blonde on Blonde》와 《John Wesley Harding》 음반에서 했던 것처럼 맥귄과 힐먼을 테네시주 내슈빌에서 녹음하도록 설득했다. 비록 맥귄은 밴드의 새로운 방향에 대해 의구심을 가지고 있었지만, 그는 그러한 움직임이 이미 쇠퇴하고 있는 그룹의 청중을 확대할 수 있다고 결정했다. 맥귄이 제안한 콘셉트 음반 제작에 관심이 거의 없었던 오랜 버즈의 프로듀서 게리 어셔가 컨트리 콘셉트에 대한 선호를 내비친 후, 맥귄은 마침내 묵인했다. 1968년 3월 9일, 밴드는 내슈빌에 있는 컬럼비아의 녹음 시설로 캠프를 떠나 《Sweetheart of the Rodeo》를 위한 녹음 세션을 시작했다.

## 곡 목록
| #  | 제목                          | 작사·작곡                           | 재생 시간 |
| -- | ----------------------------- | ----------------------------------- | --------- |
| 1. | 〈You Ain't Goin' Nowhere〉   | 밥 딜런                             | 2:33      |
| 2. | 〈I Am a Pilgrim〉            | 민요, 로저 맥귄, 크리스 힐먼 (편곡) | 3:39      |
| 3. | 〈The Christian Life〉        | 찰스 루빈, 이라 루빈                | 2:30      |
| 4. | 〈You Don't Miss Your Water〉 | 윌리엄 벨                           | 3:48      |
| 5. | 〈You're Still on My Mind〉   | 루크 맥다니엘                       | 2:25      |
| 6. | 〈Pretty Boy Floyd〉          | 우디 거스리                         | 2:34      |

| #  | 제목                           | 작사·작곡              | 재생 시간 |
| -- | ------------------------------ | ---------------------- | --------- |
| 1. | 〈Hickory Wind〉               | 그램 파슨스, 밥 뷰캐넌 | 3:31      |
| 2. | 〈One Hundred Years from Now〉 | 파슨스                 | 2:40      |
| 3. | 〈Blue Canadian Rockies〉      | 신디 워커              | 2:02      |
| 4. | 〈Life in Prison〉             | 멀 해거드, 젤리 샌더스 | 2:46      |
| 5. | 〈Nothing Was Delivered〉      | 딜런                   | 3:24      |